# Apink BnN
Apink BnN (estilizado como APINK BnN; também conhecido como Pink BnN) é a primeira subunidade oficial do grupo feminino sul-coreano Apink, formado pela Plan A Entertainment em 2014. A subunidade é formada por duas integrantes do Apink, Bomi e Namjoo.

## História

### 2014: Estreia,My Darling
Em 25 de junho de 2014, A Pink lançou um áudio teaser, fazendo os fãs especularem quem seriam as integrantes da subunidade. Em 26 de junho, A Pink confirmou através de uma foto na sua página oficial no Facebook que as integrantes da nova subunidade seriam Yoon Bo-mi e Kim Nam-joo.
Em 27 de junho de 2014, Pink BnN lançou seu single de estreia, "My Darling", que foi incluído no projeto do 10º aniversário de Brave Brothers.

## Integrantes
- Bomi (hangul: 보미), nascida Yoon Bomi (hangul: 윤보미) em 13 de março de 1993 (32 anos) em Suwon, Gyeonggi-do, Coreia do Sul.
- Namjoo (hangul: 남주), nascida Kim Namjoo (hangul: 김남주) em 15 de março de 1995 (30 anos) em Seul, Coreia do Sul.

## Discografia

### Single
- My Darling (2014)